# Mehdi Akhavan-Sales
Mehdi Akhavān-Sāles o Akhavān-Sāless (persa: مهدی اخوان ثالث) (Mashhad, marzo de 1929 — Teherán, 26 de agosto de 1990), también conocido por su seudónimo: M. Omid (م. امید, Esperanza) fue un prominente poeta iraní. Fue uno de los pioneros del Verso Libre (o poesía del nuevo estilo) en idioma farsi.

## Biografía
Mehdi Akhavan Sales fue hijo de Alí, un boticario ('aṭṭār) natural de Fahraj, en la provincia de Yazd, y Maryam, natural de Jorasán. Akhavan Sales nació en 1928 en la ciudad de Mashhad, Irán. Abandonó su inicial interés por la música para apaciguar a su padre. Cuando el gobierno del primer ministro Mohammad Mosaddeq fue derrocado, fue encarcelado junto con otros activistas políticos. Su hija Laleh, nació mientras estuvo en la cárcel.
Después de su liberación de la prisión en 1957, comenzó a trabajar en la radio, y poco después fue transferido a Juzestán para trabajar en televisión. Más tarde, enseñó literatura en radio y televisión y en la universidad. Después de la Revolución Iraní de 1979, se le otorgó la membresía a la Academia Iraní de Artistas y Escritores. En 1981 se vio obligado a retirarse del servicio gubernamental sin pago. En 1990, tras una invitación de una organización cultural en Alemania, viajó al extranjero por primera vez. Pocos meses después de su regreso, murió en el Hospital Mehr de Teherán. Sus restos descansan en los terrenos del mausoleo de Ferdousí en Tus.

## Poesía
Aunque la carrera poética de Akhavan Sales comenzó en 1942, no adquirió el grado de reconocimiento necesario para irrumpir en los círculos literarios de su tiempo hasta la publicación de su tercer volumen de poesía en 1956. Llamado "Zemestan" (Invierno), este volumen impulsó la carrera de Sales y lo ubicó entre los mejores discípulos de Nima Yushich. De hecho, para muchos círculos, Nader Naderpour y Akhavan Sales han sido igualmente reconocidos como sus dignos sucesores. El hecho de que, al igual que Nima, ambos habían comenzado como tradicionalistas y se habían abierto camino en nuevos ámbitos de la Nueva Poesía a través de la iniciativa individual, los han hecho dignos de elogios por tal esfuerzo singular. Akhavan, tal como Ferdousi, elige en su poesía temáticas de proporción epical y los expresa con el mismo celo que Ferdowsi usa en el Shahnameh. Finalmente, el lenguaje de ventas es complejo. Mientras traduce su verso, no se puede ignorar el impacto de la rima interna, la interconexión de imágenes aparentemente dispares y la presencia omnipresente del tema. El "Invierno" de Sales es un buen ejemplo para comprender la profundidad de su convicción, así como la destreza y la delicadeza que distinguen sus composiciones.

## Obras

### Poemas
- Órgano (Arghanoon ارغنون, 1951)
- Invierno (Zemestān زمستان, 1956)
- El final de Shahnameh (Ākhare Shāhnāmeh, آخر شاهنامه ,1959)
- Desde esta Avesta (Az In Avestā, 1965, از اين اوستا)
- Los poemas de la caza (Manzoomeye Shekār, 1966)
- Otoño en prisión (Pāeez dar Zendān, 1969)
- Letras de amor y azur (Aasheghānehā va Kabood, عاشقانه ها و کبود, 1969)
- La mejor esperanza (Behtarin Omid, 1969)
- Poemas seleccionados  (Ghozideh-ye Ash-ār, 1970)
- en el pequeño patio de la prisión otoñal (Dar Hayāte Koochak Pāeez dar Zendān, در حياط کوچک پاييز در زندان ,1976)
- Infierno, pero frío (Duzakh Amma Sard, 1978)
- La vida dice: aún debemos vivir(Zendegi Migooyad Amma Bāz Bayad Zist, زندگي مي گويد: اما بايد زيست, 1978)
- Oh, tierra antigua, yo te amo (Torā Ay Kohan Boom o Bar Doost Dāram, تو را اي کهن بوم و بر دوست دارم, 1989)

### Otras obras
- Yo vi a Susa (Shush-rā Didam, 1972)
- Dicen que Ferdousí (Guyand Ki Ferdowsi, 1976)
- Un árbol antiguo y el bosque (Derakhti pir va jangal, درخت پير و جنگل, 1977)
- Y ahora una nueva primavera (Inak Bahar-i Digar, 1978)
- Lucha, oh héroe (Bejang, Ey Pahlavān, 1978)
- Innovaciones y estética de Nima Yushish (Bed'athā va Badāye'i Nimā Yushij, بدعت ها و بدايع نيما يوشيج, 1979)
- El legado de Nima Yushish (Atā va Laqā-i Nimā Yushij, عطا و لقاي نيما يوشيج, 1983)